# Atelopus pictiventris
Espèce
Statut de conservation UICN

 CR A3ce : 
En danger critique
Atelopus pictiventris est une espèce d'amphibiens de la famille des Bufonidae.

## Répartition
Cette espèce est endémique du département de Valle del Cauca en Colombie. Elle se rencontre dans le parc national naturel des Farallones de Cali vers 2 600 m d'altitude sur le versant Est de la Cordillère Occidentale.

## Publication originale
- Kattan, 1986 : Nueva especie de rana (Atelopus) de los Farallones de Cali, Cordillera Occidental de Colombia. Caldasia, vol. 14, no 68/70, p. 651-657 (texte intégral).